# 荒吐神
荒吐神（あらはばき の かみ）乃日本（特別是東北地方）民間信仰的神祇，漢字亦可寫作荒覇吐、荒脛巾、阿良波波岐、荒掃除、阿羅波婆枳、麁脛バキ、阿羅波比等，另有別名荒波波機神、荒羽羽氣神、阿良波波岐明神等。

## 概要
關於此神明的起源不明，也出現了諸多可信度令人質疑的說法。依照第二次世界大戰後才出現的偽史《東日流外三郡誌》，在東北地方挖掘出土的遮光器土偶外形乃根據荒吐神的形象做成。不過多數歷史學家質疑該書的可信度，這個說法也令人存疑。有趣的是，包含地方政府在內的許多觀光介紹傳單皆引用偽史《東日流外三郡誌》的內容，這是必須特別注意的地方。

## 解說
荒吐神的來源眾說紛紜，有人認為是繩文文化的神明，也有人認為荒吐神是不願歸順大和朝廷的土蜘蛛遭流放至東北部後，入境隨俗地跟著當地蝦夷族（えみし、えびす、えぞ）一同信仰的神祇。民俗學者吉野裕子認為荒吐神是一種蛇神的祖靈信仰，因為上古日語裡的「蛇」為「ハハ」，而音近「霸吐（ハバキ）」的「ハハキ」可寫作「蛇木、龍木」，乃是自古以來重要的祭祀用具。另伊勢神宮祭祀的「波波木（音為ハハキ）神」，祭祀場所位於內宮之東南方，方位為「辰巳」，祭祀時間為六月、九月、十二月的十八日。「辰」為「龍」、「巳」為「蛇」，所以這之間和波波木神的微妙關聯不言而喻。
另外有個說法與《日本書紀》出現的長脛彥（《古事記》寫成「那賀須泥毘古」）有關，「脛巾（はばき）」乃是包覆在腿肚上的布巾綁腿，故神像上多以草編成脛巾模樣，自古以來受到往來各地奔波的旅行者的膜拜。譬如宮城縣多賀城市的荒脛巾神社祭祀「おきゃくさん（客人之意）」，自古即受到旅人的祭拜，後來演變成信徒們認為具有治癒下半身的神效，故出現陽具形的膜拜物。
荒脛巾神社大多位於今宮城縣多賀城東北方一帶，而該城廓乃奈良、平安時代為了箝制蝦夷族所建造的要塞據點。民俗學者谷川健一認為大和朝廷為了守住多賀城，當然也會入境隨俗祭拜蝦夷信奉的荒吐神，因此該神明具備「要塞之神」的性格。根據谷川的說法，歷來大和朝廷一貫的政策便是「以蝦夷制蝦夷」，據說守衛士兵為了擊退來犯的蝦夷人，也和荒吐神一樣在腿肚綁上脛巾。
由於多賀城附近的荒脛巾神社多半供奉「鋏」（はさみ，冶鐵用的鉗器），也有鑄鐵用的燈籠，再加上多賀城北方盛產金砂和鐵砂，所以後述的冰川神社也有人認為與鑄鐵相關。近江雅和認為各地荒吐神神像多作成瞇眼樣貌，乃因鐵匠在高溫下工作時的特徵。他認為「アラ」為鐵的古語，修驗道的實踐者入山採集山砂鐵及其他礦物，祈求荒吐神保護；而「脛巾」則被山伏（修驗道的實踐者）視為神聖之物，能使腿力變好。神道學者真弓常忠則將荒吐神視為「鐵之神」，並結合「要塞之神」的性格作解釋。

## 信仰
一般在日本，荒吐神在東北地方以外的神社多以客人神之身分寄住，而主祭荒吐神的神社除了各地的荒脛巾神社外，另計有下述：
- 金峰神社（秋田縣橫手市雄物川町）
- 荒羽袛神社（秋田縣仙北郡美鄉町）

### 與冰川神社之關係
荒吐神在位於埼玉縣埼玉市大宮區的冰川神社總本社，乃以客人神（或稱門客神）身分奉祀。據說此攝社原名「荒脛巾神社」，且為冰川神社之地主神。現在該社祭祀的出雲系的神祇乃隨著無邪志國造（又稱武藏國造）進駐，而一般學者則認為先前之祭神為荒吐神。據說冰川神社乃原先位居出雲國斐川的杵築神社移入，而出雲是日本鑄鐵的發祥地，故冰川神社的神職人員由負責兵器製造的物部氏一族擔任。

### 與四天王寺之關係
飛鳥時代聖德太子對抗物部守屋排佛作為，於今大阪府大阪市天王寺區創建四天王寺，不過很多學者指出此佛寺與繩文系的荒吐神關係匪淺。按四天王寺所在地之舊名曰「荒墓邑」、山號「荒陵山」，疑似與荒吐神有關。此外四天王寺北方、位於大阪府交野市的磐船神社，傳說為饒速日命自高天原降臨之地，而物部一族乃此神明之子孫。

## 內部連結
- 足名椎與手名椎
- 安日彥

## 外部連結
- （日語）謎の神アラハバキ
- （日語）鬼の神荒脛巾（アラハバキ）
- （日語）あらはばき （页面存档备份，存于）